# Andreas Harrysson
Andreas Didde Harrysson (* 3. Juni 1975 in Målilla, Schweden) ist ein schwedischer Dartspieler, der an Turnieren der Professional Darts Corporation und der World Darts Federation teilnimmt.

## Karriere

### Anfänge im Darts bis zur ersten WM-Teilnahme
Harrysson spielt seit 2013 vor allem im skandinavischen Raum Darts. Sein erstes internationales Turnier war das World Masters 2014, bei dem er in der Runde der letzten 272 gegen Jeffrey de Zwaan verlor. Es folgten einige Viertelfinals bei WDF-Turnieren in Skandinavien, ehe er 2016 überraschend bis ins Halbfinale des WDF Europe Cup kam. Ein Jahr darauf erreichte Harrysson die letzten 80 des World Masters und nahm regelmäßig an den Qualifikationsturnieren zur European Tour teil. 2017 wurde Harrysson zum ersten Mal schwedischer Meister. Diesen Titel verteidigte er 2018 erfolgreich. 2018 begann Harrysson, die BDO-Tour etwas ernster anzugehen. Er stand unter anderem im Viertelfinale der German Masters 2018. Anfang Oktober 2019 erreichte er das Viertelfinale beim WDF World Cup. Als regionaler Qualifikant spielte er sich zur BDO World Darts Championship 2020, sein bis dahin größter Karriereerfolg. Dort gewann er in der Vorrunde gegen John O’Shea, musste sich dann aber in der Verlängerung dem an Position eins gesetzten Wesley Harms geschlagen geben.

### Erste Spiele bei der PDC und zweite WM-Teilnahme
Ende Februar 2020 konnte sich Harrysson für die International Darts Open qualifizieren. In Runde 1 gewann er gegen Benito van de Pas, in Runde 2 verlor er gegen James Wade. Bei der Gibraltar Darts Trophy 2021 gewann er sein erstes Spiel gegen Keane Barry. Ein Sieg gegen Danny Noppert hätte zur Qualifikation für die European Championship gereicht, Harrysson verlor aber 2:6. Beim Denmark Masters kam er bis ins Halbfinale.  Bei den Denmark Open erreichte er das Finale, verlor aber gegen Thibault Tricole. Durch diese Ergebnisse qualifizierte sich Harrysson für die WDF World Darts Championship 2022. Er verlor gegen László Kadar, weil er mehrere Matchdarts verpasste.

### Erster Challenge Tour Titel und dritte WM-Teilnahme
Harrysson spielte Ende Januar 2023 zum ersten Mal bei der World Series of Darts in Kopenhagen. Dort verlor er gegen Michael van Gerwen mit 3:6. Ende September gewann Harrysson eine Woche bei der Modus Darts Super Series. Bei den Czech Open kam Harrysson ins Finale. Im Februar 2024 qualifizierte er sich für die Belgian Darts Open. Dort gewann er sein erstes Spiel gegen Gian van Veen, verlor aber in Runde 2  gegen Gary Anderson. Bei der Challenge Tour 7 kam er zum ersten Mal ins Halbfinale. Das gelang ihm im Juni bei der Challenge Tour 12 noch einmal. Er bekam 25.000 Pfund für den Sieg in der siebten Saison der Modus Darts Super Series. Ende August holte sich Harrysson in Island einen Titel auf der Nordic & Baltic Tour. Beim WDF Europe Cup gewann er mit Johan Engström den Doppeltitel und siegte mit Schweden im Teamwettbewerb. Im November 2024 gewann er zum ersten Mal auf der Challenge Tour. Nur einen Tag später gewann er sein zweites Event der Challenge Tour. Harrysson nahm 2025 zum ersten Mal an den UK Open teil. Er verlor gegen Dominik Grüllich und schied unter den letzten 128 aus. Im April hat Harrysson bei zwei Nordic & Baltic Tour Events in Island gewonnen. Bei seiner ersten Pro-Tour-Teilnahme kam er direkt ins Achtelfinale. Harrysson qualifizierte sich für die European Darts Open in Leverkusen und die Nordic Darts Masters. In Leverkusen gewann er gegen Raymond van Barneveld und Michael Smith. Im Achtelfinale verlor er gegen Damon Heta. Bei den Nordic Darts Masters hat er nicht gewonnen, aber er hat in Dänemark seinen dritten Titel der Nordic & Baltic Tour des Jahres geholt. Damit hat er sich auch für die PDC-Weltmeisterschaft 2026 qualifiziert.

## Weltmeisterschaftsresultate

### BDO
- 2020: 1. Runde (2:3-Niederlage gegen  Wesley Harms)

### WDF
- 2022: 1. Runde (1:2-Niederlage gegen  László Kádár)

## Titel

### PDC
- Secondary Tour Events
  - PDC Challenge Tour
    - PDC Challenge Tour 2024: 22, 23
- Global Affiliate Tours
  - PDC Nordic & Baltic Tour
    - PDCNB Tour 2022: 5
    - PDCNB Tour 2024: 9
    - PDCNB Tour 2025: 5, 6, 10, 11

### WDF
- Silber-Turniere:
  - Denmark Masters Men: 2024
- Bronze-Turniere:
  - Nordic Cup Open Men: 2022